# Bulváry maršála Józefa Piłsudského
Bulváry maršála Józefa Piłsudského, polsky Bulwary im. Marszałka Józefa Piłsudskiego jsou ulice ve městě Włocławek na levém břehu řeky Visly, která je spojená s promenádou nad řekou Zglowiaczkou. 

## Popis
Bulváry jsou místem, kde se koná mnoho pravidelných akcí: Dny Wloclawka, Bulvár sportu a umění (v letní sezóně).
Na promenádě se nachází hřiště pro děti, venkovní tělocvična, turistické a cyklistické stezky, parkoviště pro 30 aut a 27 stojanů pro kola; podél promenády jsou vysázeny stromy a keře. Na jedné z teras, naproti kostela sv. Jana Křtitele, se nachází znak města vyrobený z kostek, jsou zde též vyobrazeny vzdálenosti od nejdůležitějších měst Polska a světa a různé vzory (např. ryba – symbol křesťanství). Během turistické sezony je zde v provozu stánek, kde se lze občerstvit kávou a zmrzlinou. Na řece, u promenády, je postavena plovoucí scéna na Visle a naproti ní bývají umístěny židle pro diváky.
Bulváry jsou součástí dálkové cyklotrasy Wiślana Trasa Rowerowa vedoucí podél řeky Visla.

## Historie

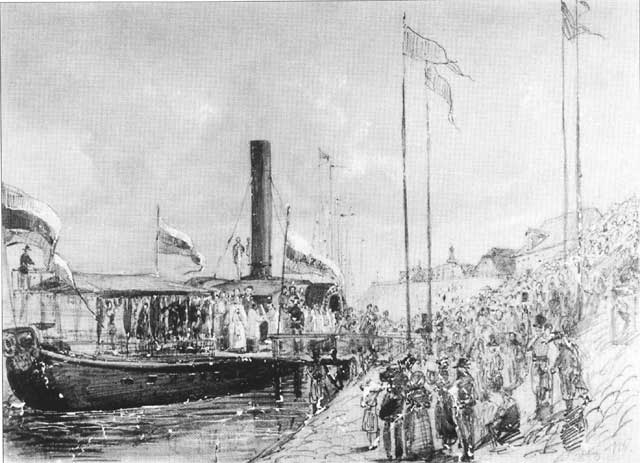
Křest lodi „Wloclawek“ na obrazu Wojciecha Gersona

### Názvy
Bulváry maršála Józefa Pilsudského se v roce 1840 nazýval Nadbrzeżna ulice, v období 19. století – 1945 se nazýval jako Bulwarowa a v letech 1945–1989 měl název Bulvár Polské sjednocené dělnické strany. Za třetí republiky byl přejmenován podle polského maršála a politika Józefa Piłsudského.

### Ruský zábor (1840–1914)
Táhl se od Gdaňské ulice až do dnes již neexistující ulice Koniec, která se nacházela v blízkosti dnešní ulice Bechiego (zde bývala hranice města). Zpočátku se jednalo o pískovou cestu, kde se často vylévala z koryta řeka Visla.

V letech 1844–1846 byla ulice vydlážděna a budovy, které podél ní vznikly, byly hlavně sýpky a rybářské domy. Díky výstavbě ulice byl usnadněn přístup k přístavišti a byly instalovány dřevěné bariéry oddělující ulici od řeky. Na těchto bariérách se po porážce skotu na jatkách z nedaleké ulice Towarowa rozkládaly kůže zvířat. Ulice byla poté považována za velmi nechutnou – krev a odpad z jatek protékal kanály do Visly.

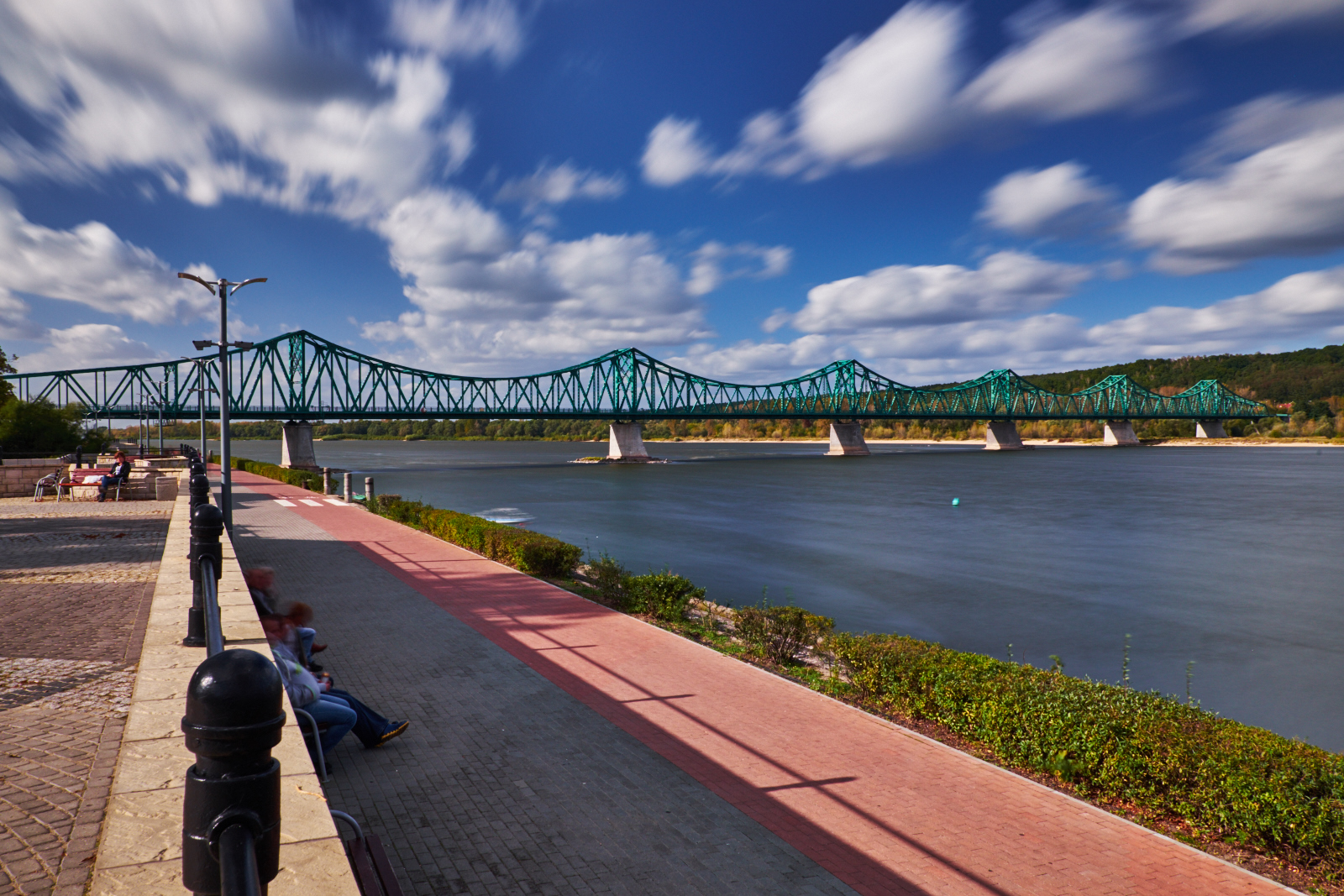
Bulváry maršála Józefa Piłsudského

V roce 1853 byla u Bulváru pokřtěna parní loď pojmenovaná Wloclawek.
Plovoucí most postavený v roce 1865 spojil centrum města Wloclawek s tehdejším městem Szpetal Dolny (dnešní Zawiśle). Most také oživil provoz kolem Bulváru – stal se místem procházek pro obyvatele, provozoval se zde i rybolov. Podél bulváru kotvilo mnoho lodí a splavných vorů. Existence trvalého přechodu přes řeku také přidala ulici strategický význam.
V 19. století byly dřevěné bariéry nahrazeny kovovými bariérami. Mezi dodavateli bariér byla mimo jiné wloclawská továrna technického vybavení „Wisła“.
V roce 1887 byl založen veslařský klub Wloclawek. Díky tomu se bulvár stal svědkem regat na Visle. První sídlo VKW se nacházelo v domě číslo popisné 7.
V roce 1910 začala na adrese Bulvár 19 svou činnost asociace „Krater“, která měla vlastní loděnici. V ní byly postaveny celkem tři lodě: „Wilanów“, „Kolos“ a „Hetman“.

### První světová válka (1914–1918)
Během německé okupace města v průběhu první světové války byla ulice centrem flotily německých námořních lodí a konstrukčním oddělením. V roce 1914 ustupující Rusové zapálili plovoucí most a v roce 1915 ho nová německá městská vláda přestavěla.
V listopadu 1918 došlo ve Włocławku k potyčce mezi německou armádou a nově formovanou pobočkou polských legií. Byly bráněny obzvláště čluny s vojenským vybavením zakotvené v přístavu. V této potyčce padli dva legionáři, nakonec Němci město opustili.

### Polsko-bolševická válka a meziválečné období (1918–1939)

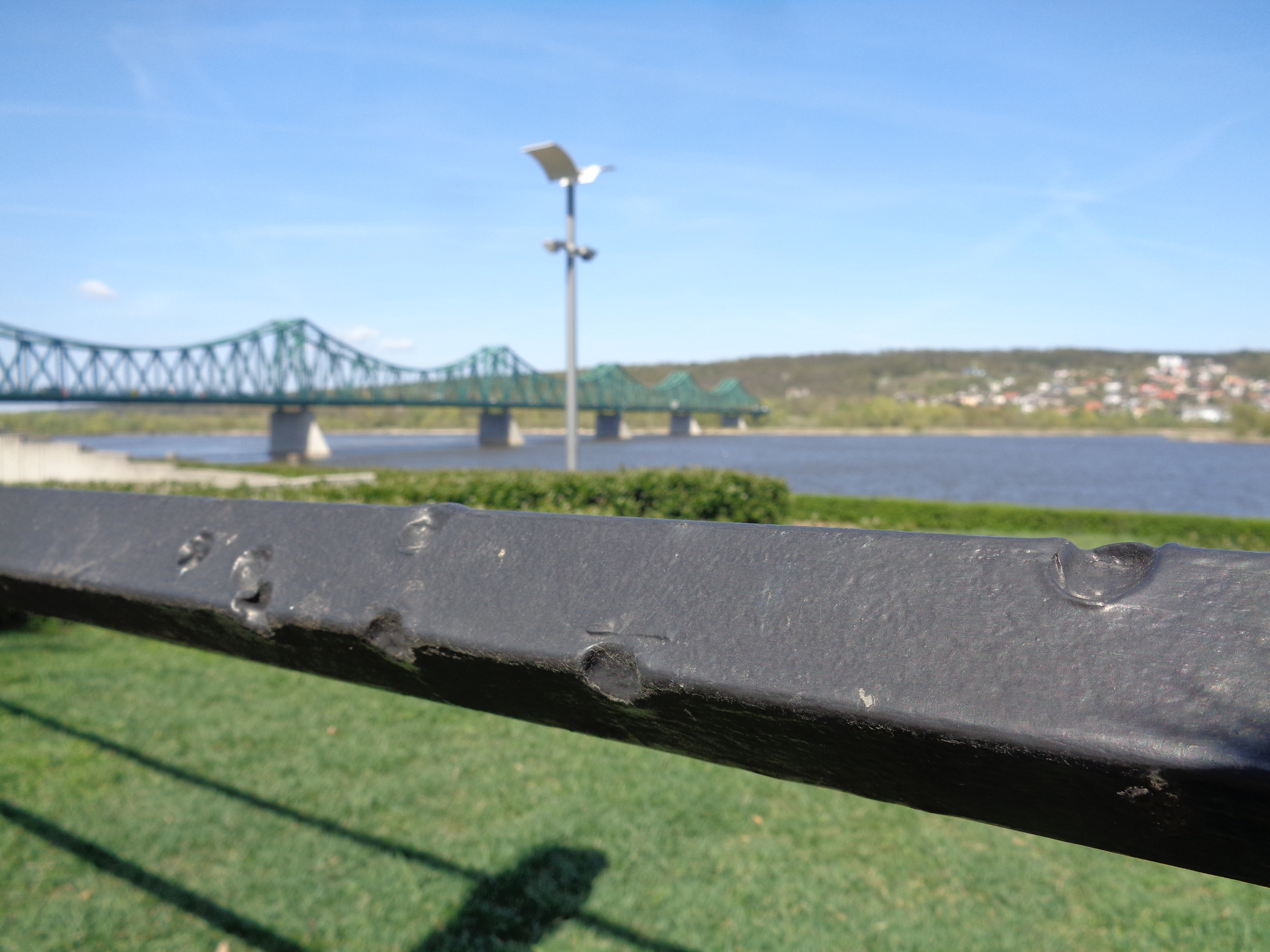
Stopy dělostřeleckých koulí roku 1920 v bariéře na Bulvárech

V srpnu 1920 došlo k bitvě mezi polskými silami okupujícími levý břeh Visly, a postupujícími bolševickými silami okupujícími pravý břeh. Na Bulvárech byly postaveny zákopy. Na zákopech pracovali i kněží nesoucí poslední svátost a dobrovolníci, kteří rozdávali jídlo vojákům. Během bitvy zahynulo téměř 40 lidí, byly zničeny domy, biskupský palác, kostel svatého Jana a plovoucí most. Stopy po dělostřeleckých koulích, vystřelených během této bitvy, lze i dnes nalézt v bariéře bulváru.
Plovoucí most byl přestavěn v roce 1922, v roce 1938 byl rozebrán a na stejném místě byl postaven nový ocelový most.
V roce 1930 byl na ulici uprostřed malého náměstí postaven památník maršála Józefa Piłsudského. Stavba památníku byla projevem kultu Józefa Piłsudského. Památník byl zbořen nacisty v roce 1940, zatímco náměstí dodnes existuje.
V roce 1937 byl oficiálně otevřen nový most, který je pojmenován po Edwardu Śmigłym-Rydzu.
V meziválečném období byl Bulvár tradičním místem pro události spojené s výročím bitvy v roce 1920. Aby mohla být oslavena tato událost, vždy se zde na výročí sešly delegace armády, církve a obyvatel města. Od roku 1922 se z tehdejšího Saského náměstí (dnes Náměstí Svobody) pořádá průvod do Bulváru. Dnes jsou tyto oslavy pořádány 15. srpna, ale dřív se konaly v dnech mezi 12. a 27. srpnem.
Za Polské lidové republiky se tento svátek neslavil a po roce 1989 se hlavní akce výročí takzvaného „Zázraku na Visle“ koná u Pomníku padlým obráncům Visly.

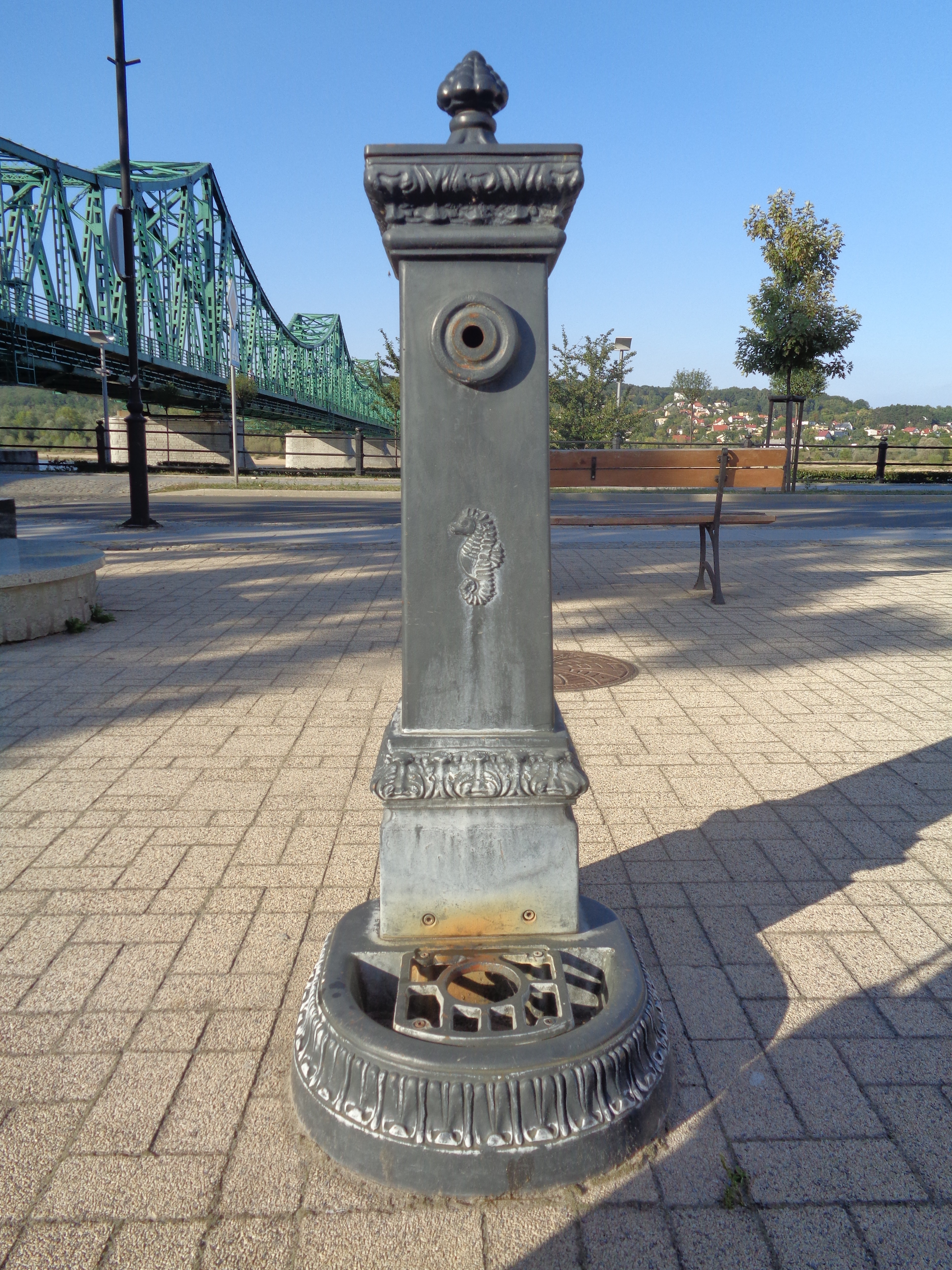
Dekorativní uliční hydrant na Bulvárech Piłsudkého

### Polská lidová republika (1945–1989)
V období Polské lidové republiky byl Bulvár přejmenován na Bulvár Polské sjednocené dělnické strany. 14. prosince 1978 byl odhalen památník Lidé práce na místě bývalého památníku Piłsudského; od roku 1979 se nový památník stal místem, odkud začínaly prvomájové průvody ve Włocławku, které se pořádají do dnešních dnů. V rámci dekomunizace v roce 1989 měl být památník zbořen, což se nakonec nestalo.
V 80. letech 20. století byl zlikvidován přístav, což vedlo ke snížení provozu na této ulici.

### Třetí republika (od roku 1989)
V květnu 2010 byla promenáda během povodní zatopena.
V letech 2010–2011 Bulváry prošly důkladnou modernizací. Byly vytvořeny nové cesty, chodníky a byly přidány lavičky. Později byla vybudována venkovní tělocvična, dětské hřiště, parkoviště a vyhlídkové terasy. V roce 2013 byla vytvořena plovoucí scéna na Visle.

## Budovy

### Současné budovy

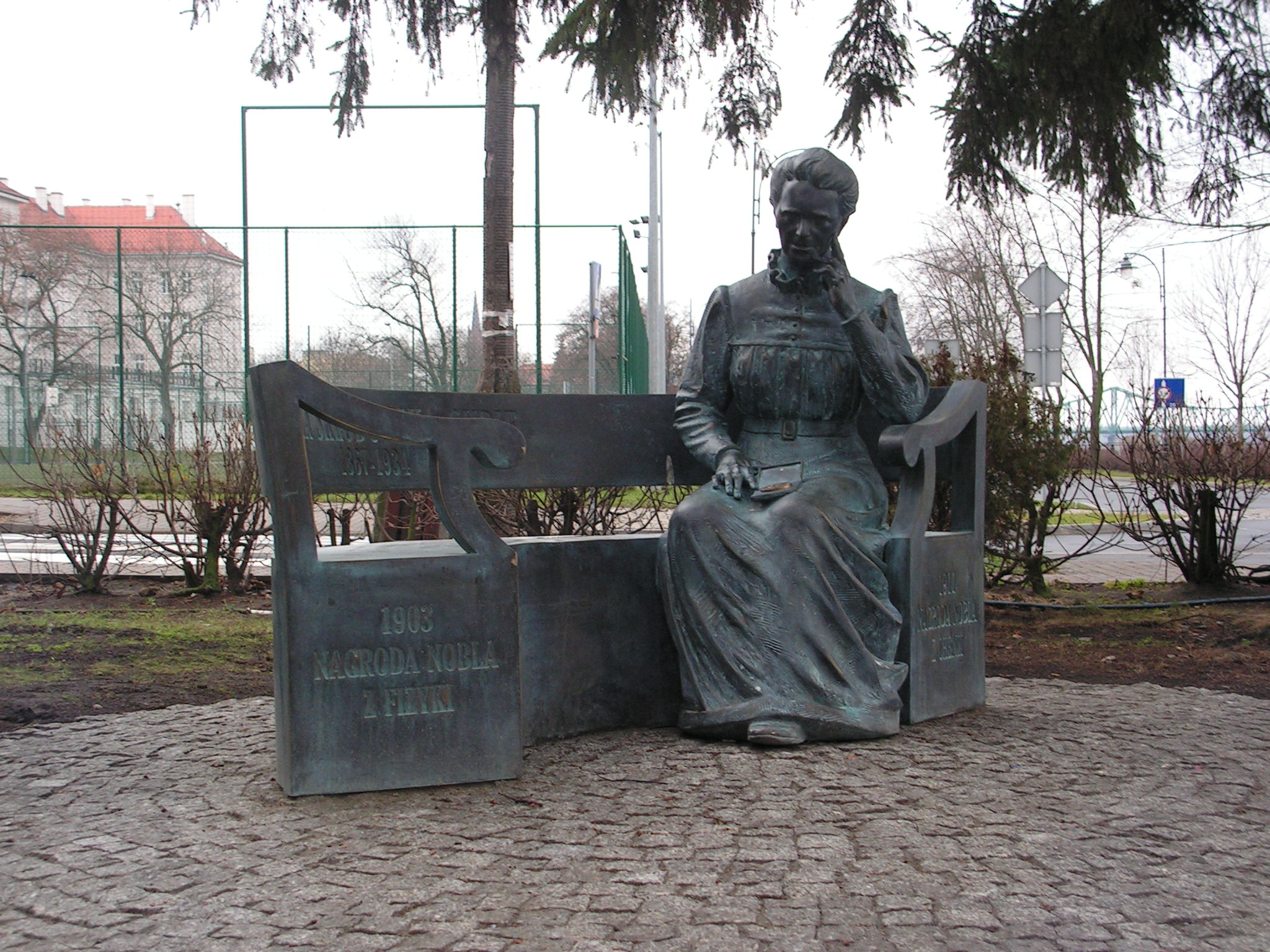
Lavička Marie Curie-Skłodowské před budovou komplexu chemické školy

Podél Bulvárů maršála Jozefa Piłsudského se nachází mnoho historických činžovních domů, které jsou důležité pro historii a kulturu města. Jsou to (řazeno od nejnižšího po nejvyšší číslo):

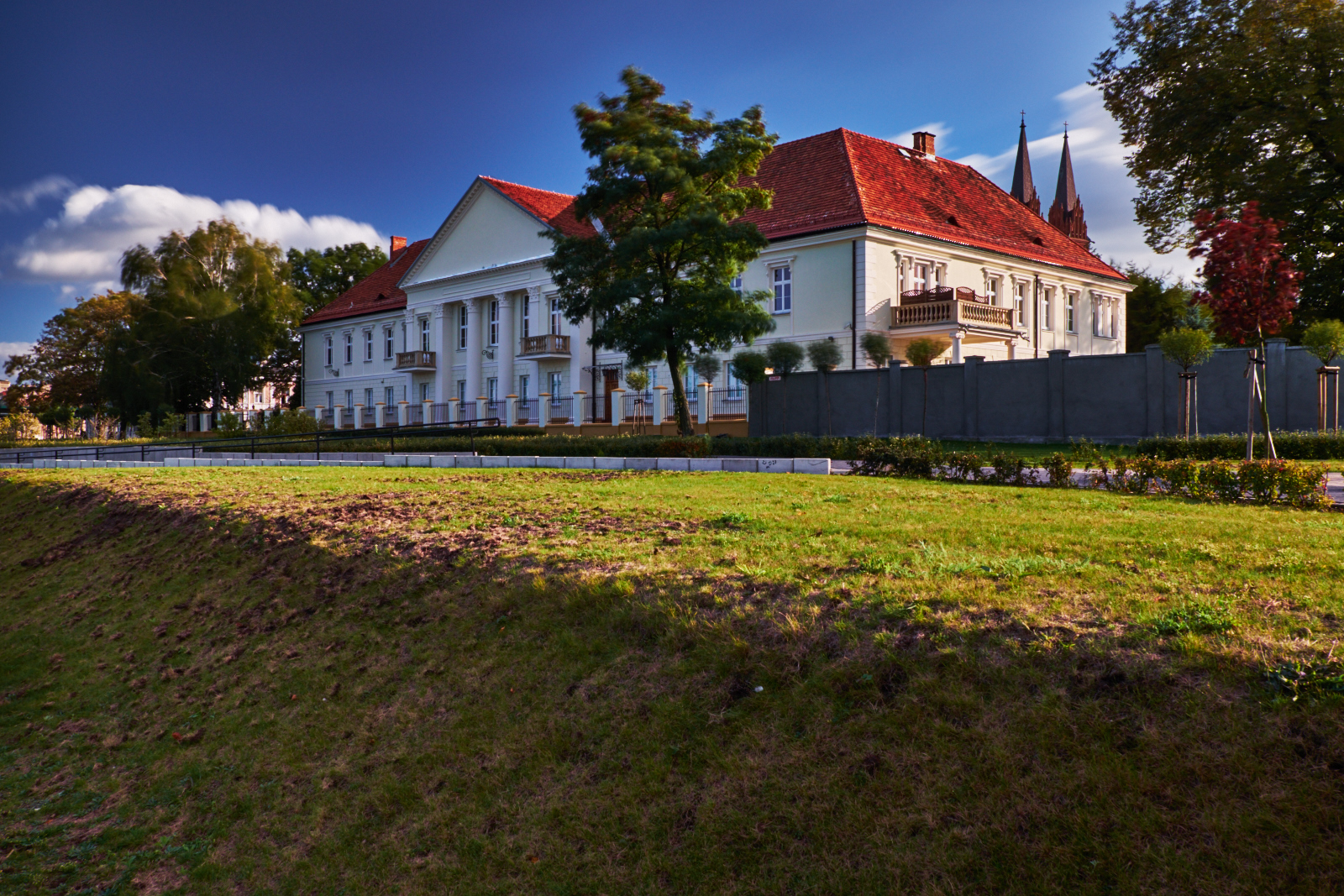
Biskupský palác, pohled z promenády

- komplex chemických škol Marie Curie-Skłodowské (Bulváry 4 na rohu s ulicí Ogniowou)
- komplex technických škol z roku 1924, v ulici Ogniowe, (hřiště je u Bulvárů)
- III. střední škola Marie Konopnické z let 1926–1930 (ulice Bechiego 1 v přímé blízkosti Bulvárů)
- bývalá vila Felixe Steinhagena  z let1923–1925, v současnosti sídlo zastupitelské kanceláře maršálské kanceláře Kujavsko-pomořského vojvodství, s informačním místem pro dotace z evropských fondů (ulice Bechiego 2 sousedící s náměstím na Bulvárech)
- Památník Lidí Práce, odhalený v roce 1978 (náměstí u Bulvárů)
- historický bytový dům, v současné době sídlo vojvodského úřadu práce v Toruni, pobočka ve Włocławku (Bulváry 5b)[17]
- sýpka z roku 1848, v současné době sídlo etnografické pobočky Zemského Muzea Kujavské a Dobrzyňské Země (Bulváry 6, na rohu ulic Towarowa a Szpichlerna)
- sýpka z roku 1842, v současné době sklad Muzea Kujavské a Dobrzyňské Země (Bulváry 9, roh ulic Szpichlerna 8 a Rybacka)
- historická obytná budovaz roku 1910 (ulice Browarna 2 na rohu s Bulváry)[17]
- historický bytový dům z roku 1937 (Bulváry 15)[17]
- historický bytový dům z roku 1938 (Bulváry 16)[17]
- historický bytový dům ze začátku 20. století (Bulváry 17)[17]
- bývalá sýpka, v současnosti obytný dům, z roku 1900 (Bulváry 18, na rohu ulice Sv. Jana 1)
- Kostel sv. Jana Křtitele ze 16. století
- obytná budova z roku 1842 (ulice Maślana 2, sousedící s Bulváry)[17]

- obytná budova roku 1881, shořela v roce 1996 a přestavěna v roce 1998 (ulice Bulvár 22, na rohu ulice Wiślana 1)[17]

- historická obytná budova roku 1902, kdysi sídlo Klubu čestných dárců krve polského Červeného kříže a Klubu pomoci dětem s diabetem (ulice Bulvár 24)[17]
- obytný dům z roku 1901 (Bulváry 25)[17]
- obytný dům z roku 1910 (Bulváry 27)[17]
- historický bytový dům z roku 1902 (Bulváry 24, na rohu ulice Gdaňské 1)[17]

- Biskupský palác – bývalý hrad ze 14. století, několikrát přestavěn (na konci ulice s adresou na ulice Gdaňské)

- Vodní přístav Jerzyho Bojańczyka, v provozu od roku 2014 (na ulici Piwné, Bulváry spojeny nově postavenou lávkou)

U Bulvárů je také Most Edwarda Śmiglého-Rydza. V blízkosti mostu jsou umístěny venkovní šachovnice a pomník připomínající místo, kde ve středověku existovala hranice mezi Civitas Cathedralis (katedrální město), tj. oblasti patřící přímo biskupství, a Civitas theutonicalis, tj. oblasti, kde bydleli obchodníci.

### Neexistující objekty

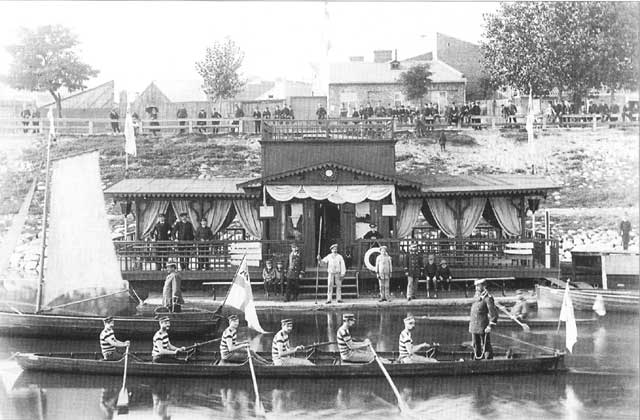
Již neexistující přístav na Visle zachycený na fotografii Boleslawa Sztejnera

Již v 19. století zde byly zbytky Katedrály sv. Stanislawa, v blízkostí které fungoval také hřbitov. Dnes zde stojí budovy na adresách Bulváry 27 (roh s ulicí Bednarskou 2) a Bulváry 28 (do rohu s Gdaňskou ulicí 1). V roce 1902, při stavbě dnes stojícího činžovního domu, byla objevena kamenná krypta, která je zbytkem kostela, a pozůstatky hrobů na hřbitově u kostela. Další hrobky byly objeveny v 90. letech 20. století v místě, kde činžovní dům sousedí s budovou na adrese Bulvár 27 a na rohu ulice Bednarské. V roce 2011 při rekonstrukci budovy na Gdaňské ulici 3, byly objeveny další hrobky z bývalého hřbitova.
Mezi původními budovami ulice, byly domy rybářů, které se do dnešních dnů nezachovaly.
Na konci 19. století byl u Bulvárů postaven první přístav veslařského klubu Włocławek, který se dodnes nedochoval.
V roce 1930 byl na náměstí u Bulvárů odhalen památník maršála Józefa Piłsudského, který byl zničen v 1940 během nacistické okupace.
Na Visle u Gdaňské ulice můžete vidět zbytky bývalého plovoucího mostu zbouraného v roce 1938.

## Galerie

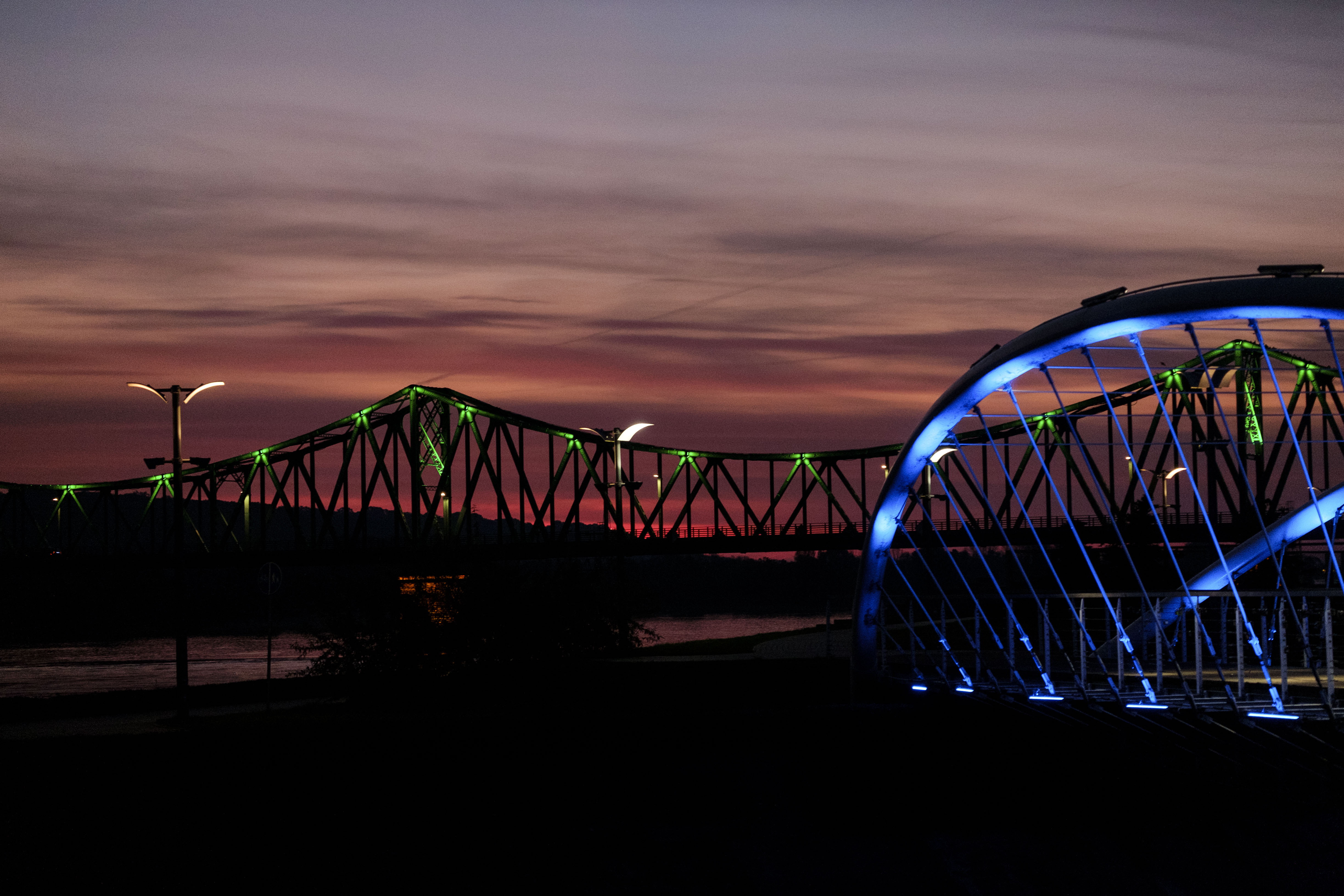
Pohled na Most E. Smiglého-Rydza a lávku nad řekou Zglowiaczkou
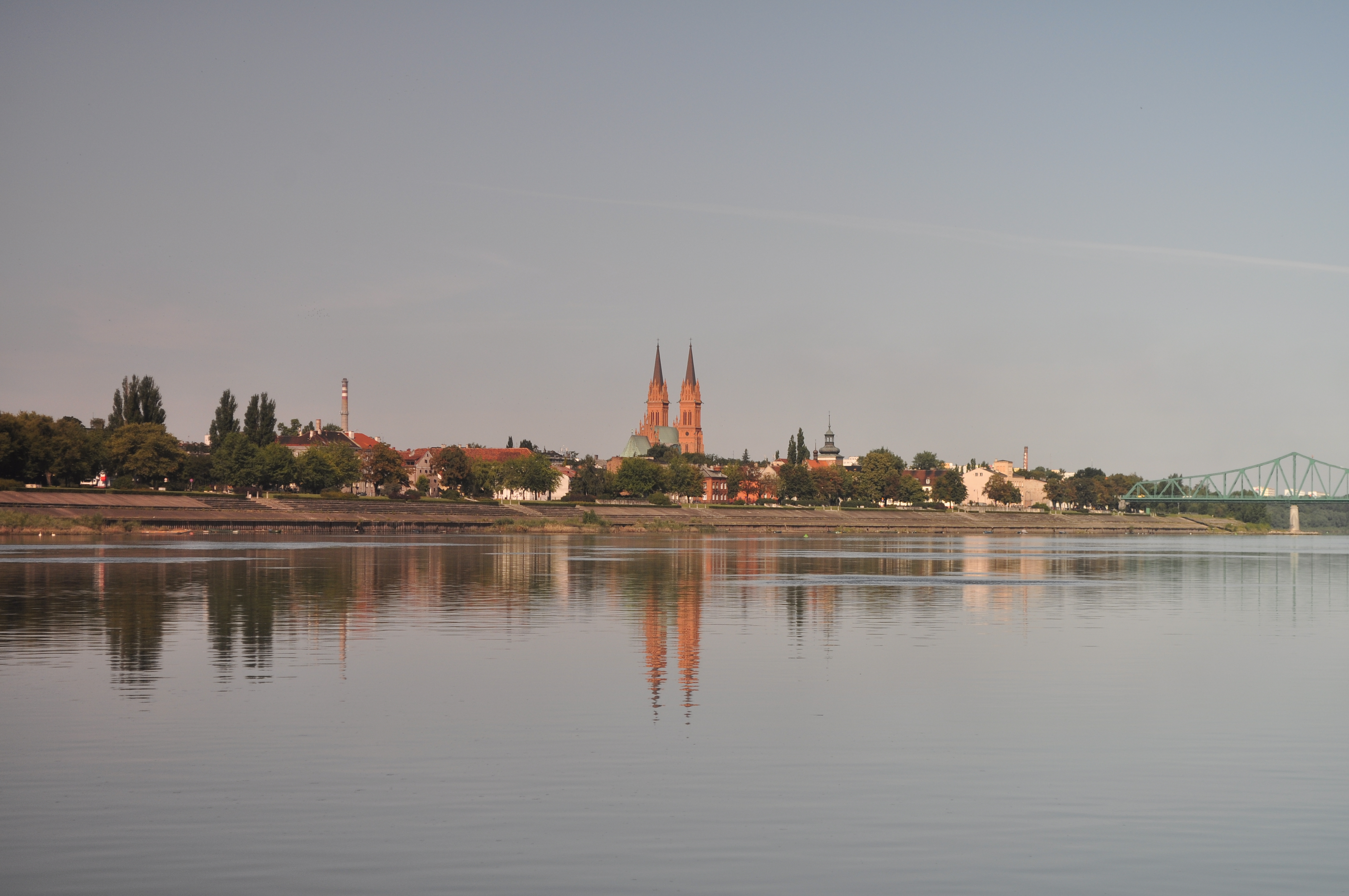
Pohled z druhé strany řeky Visly
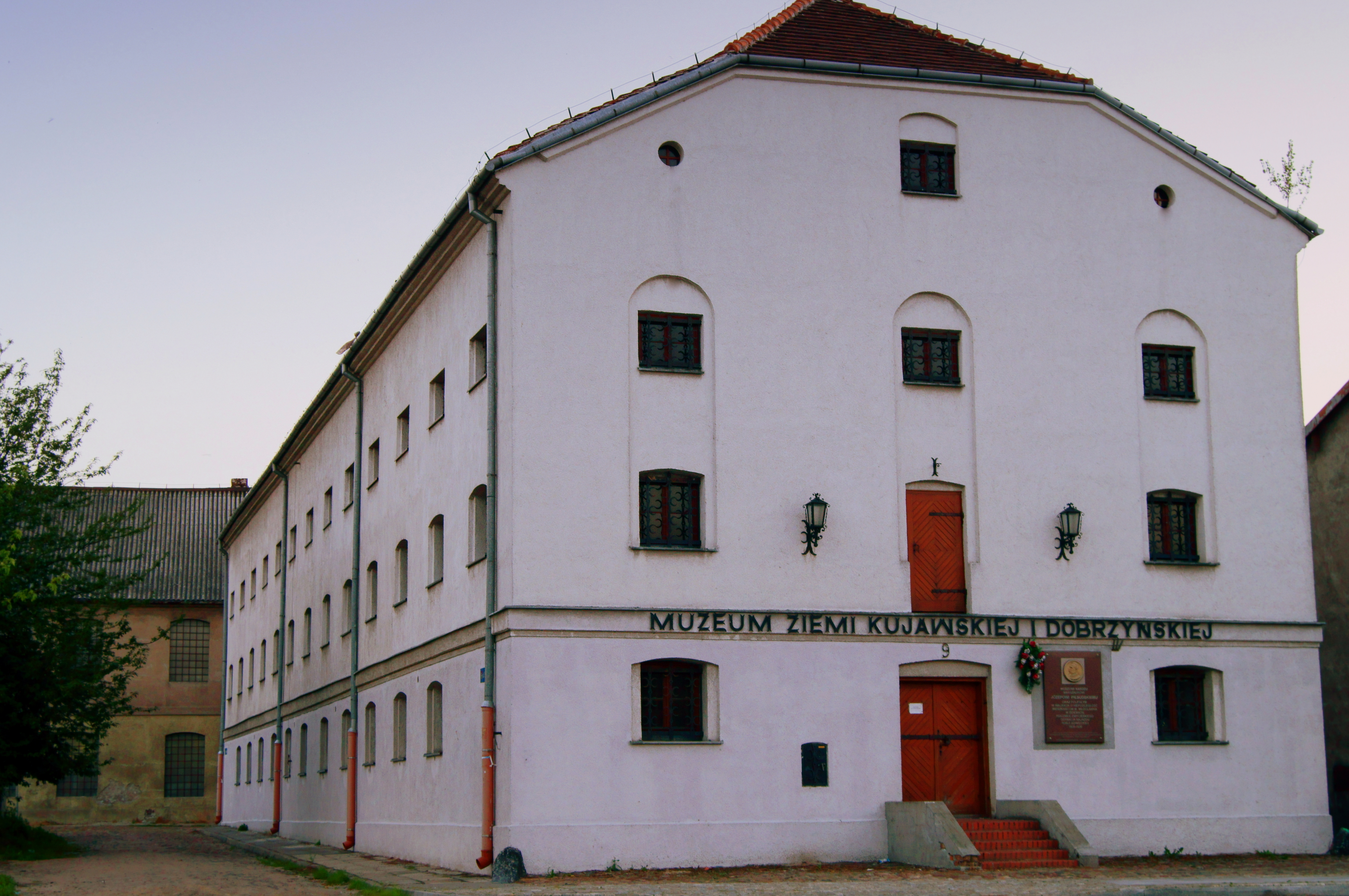
Sýpka z roku 1824, v současnosti sklad Muzeum Kujavské a Dobrzyňké Země
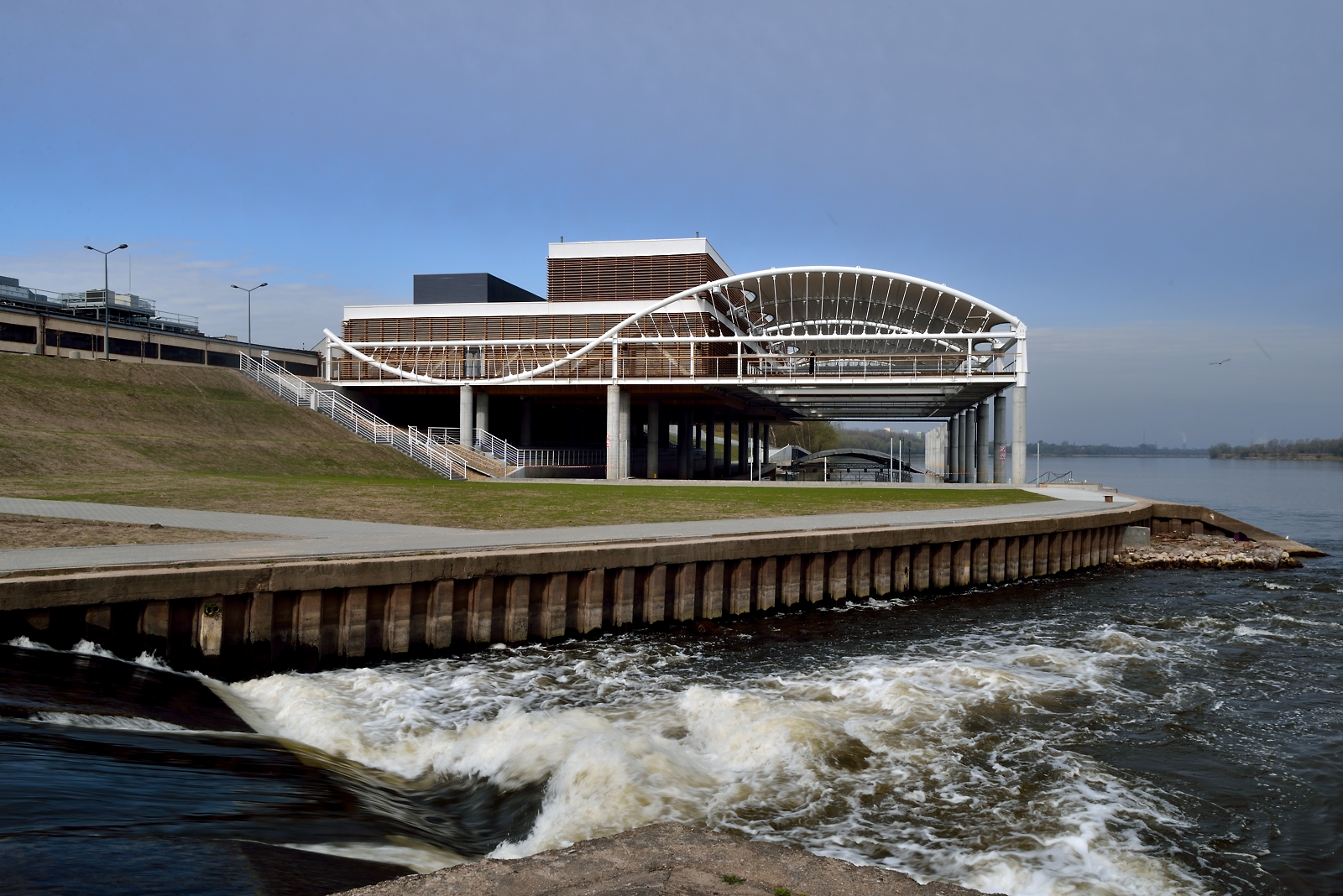
Vodní přístav Jerzyho Bojańczyka
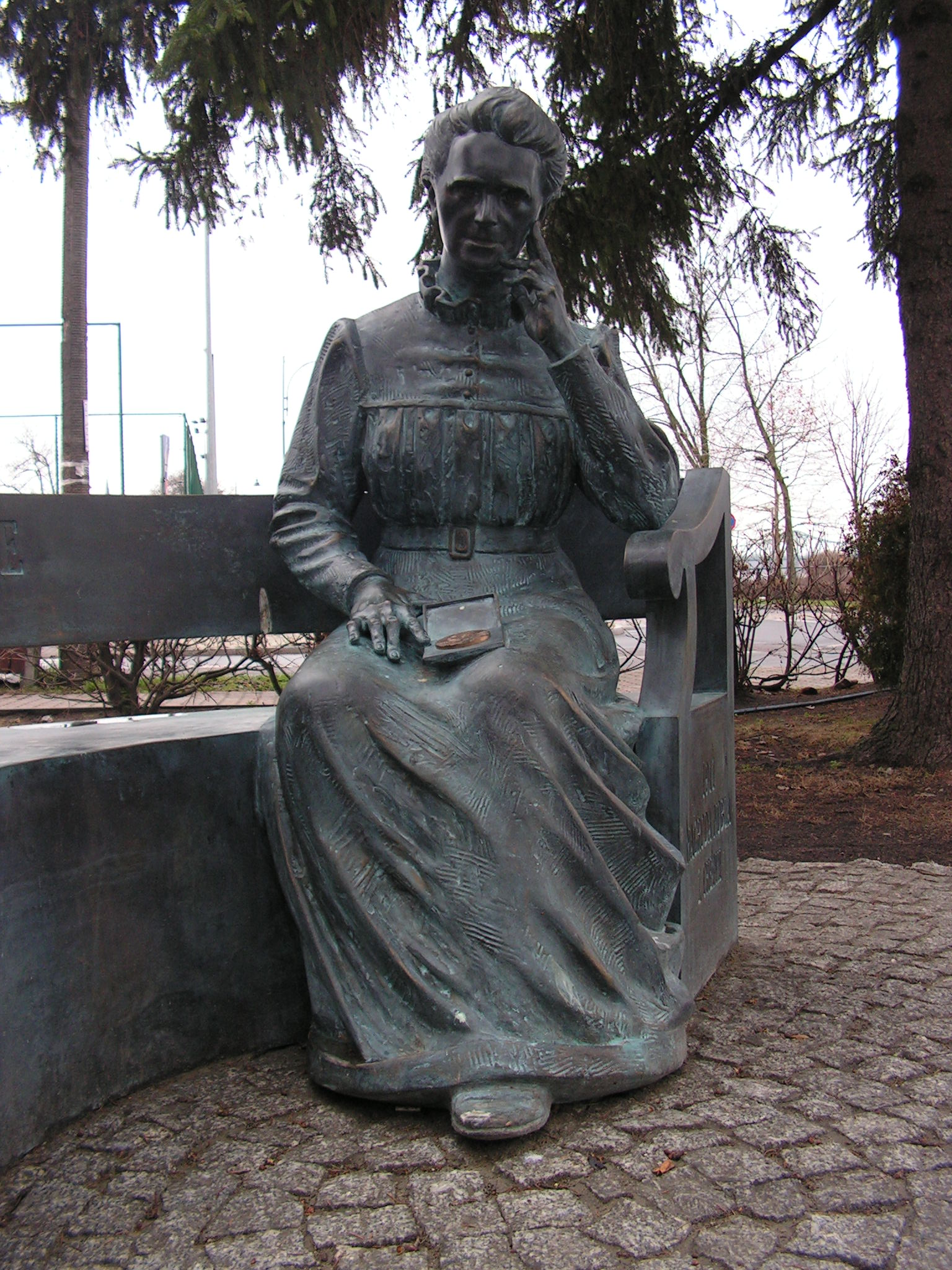
Lavíčka Marie Sklodovské-Curie ve Włocławku
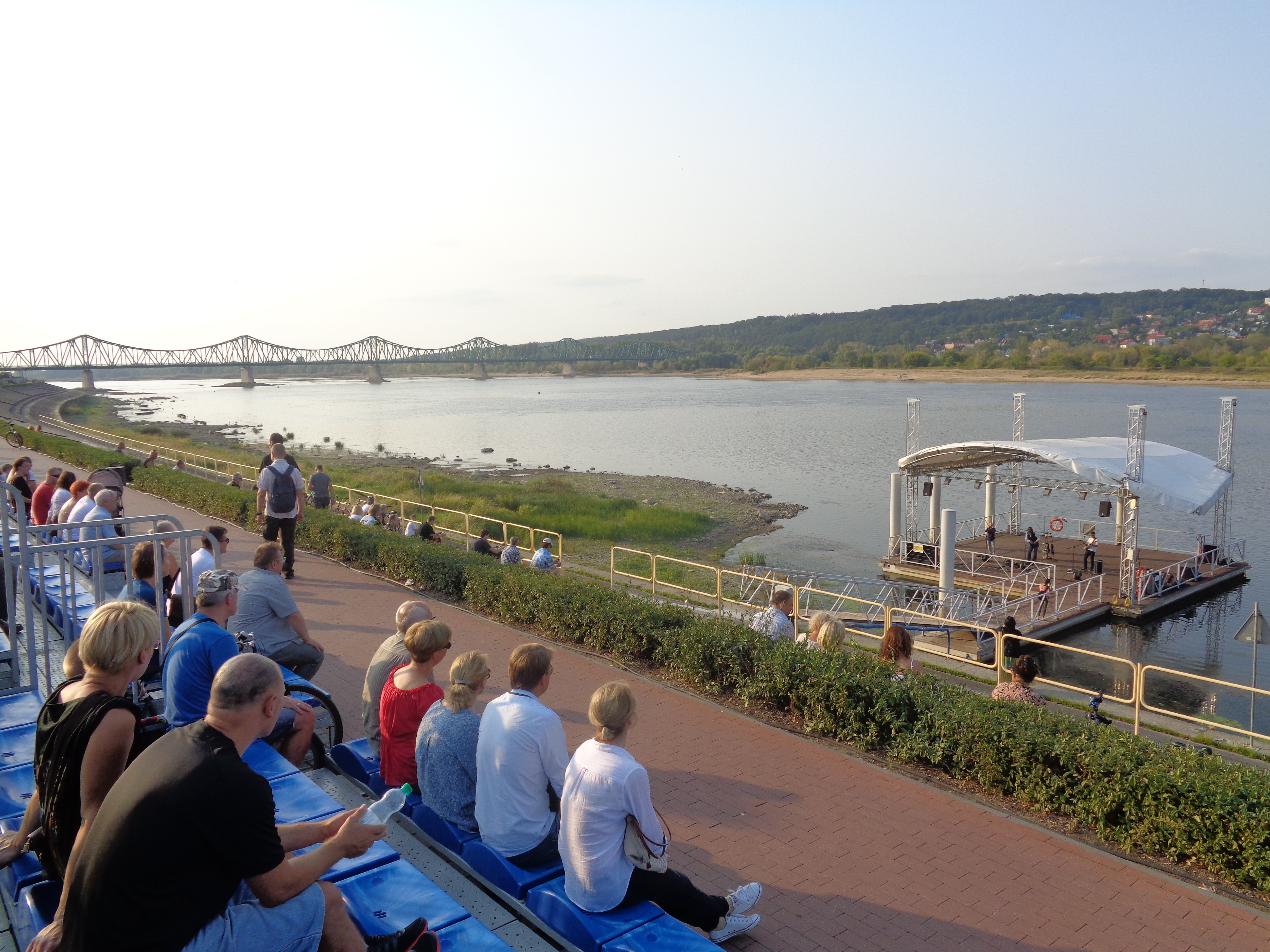
Publikum používající lavičky během koncertu na plovoucí scéně
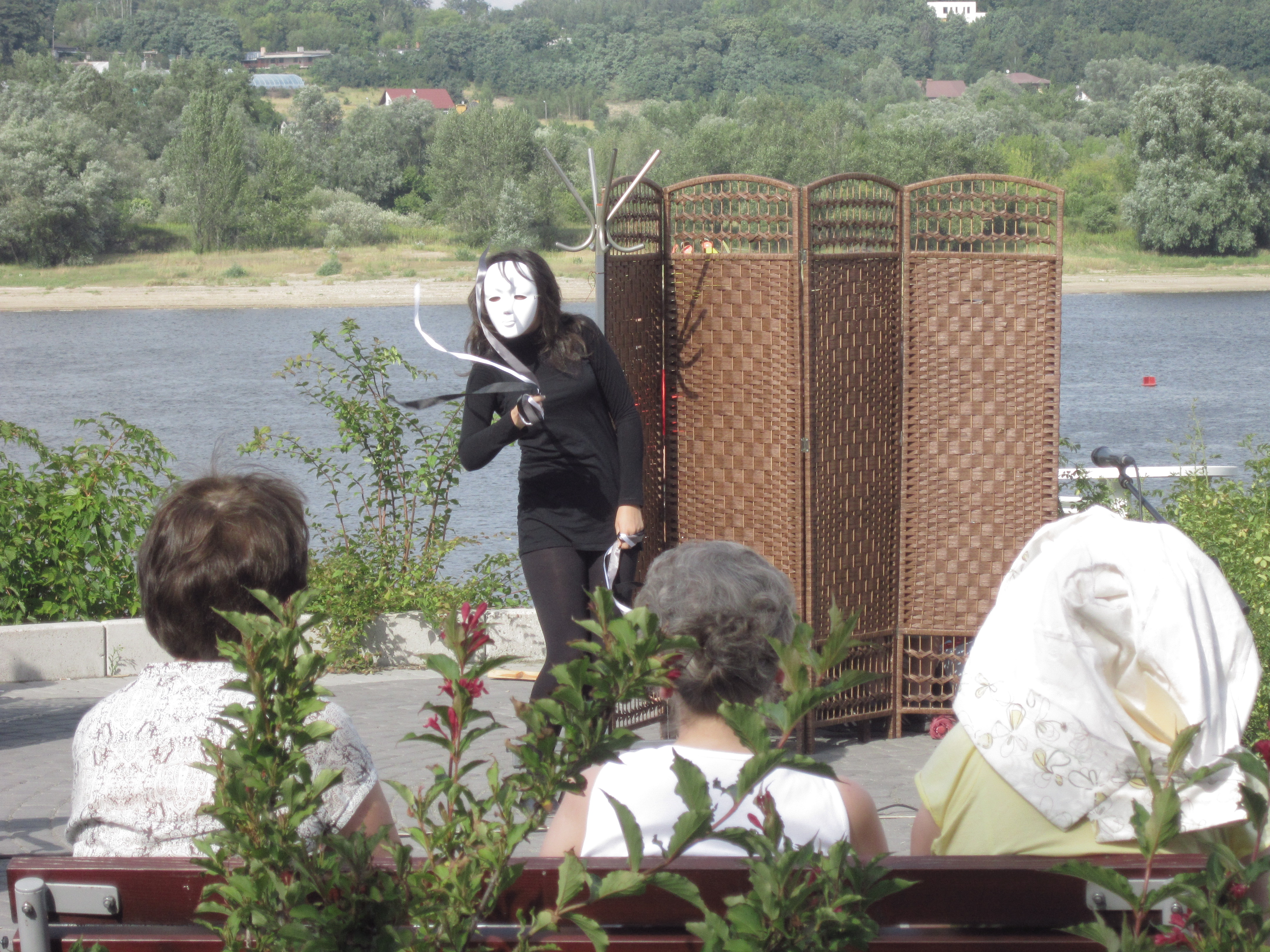
Divadelní představení během Bulvárů umění
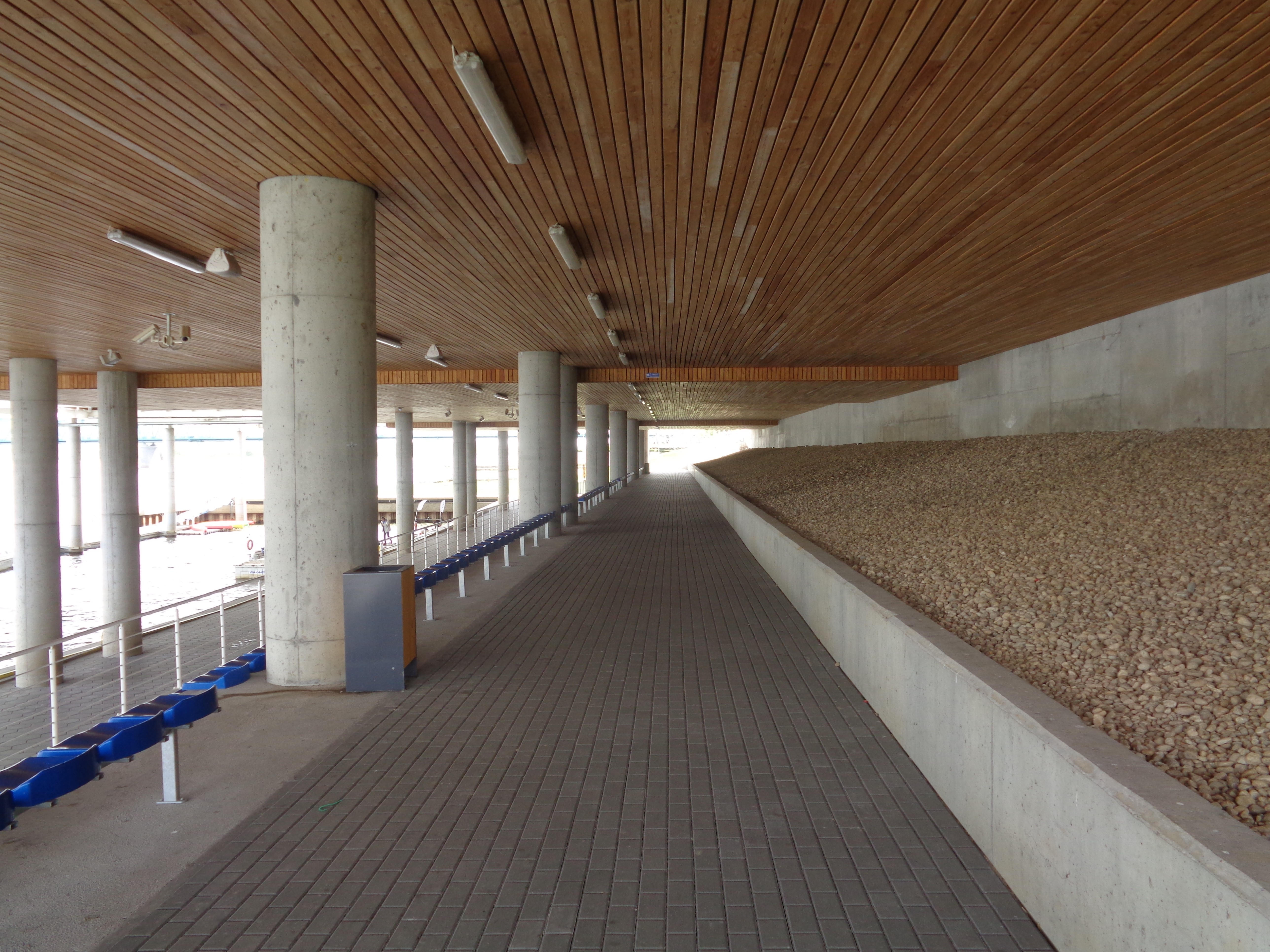
Vodní přístav na Visle
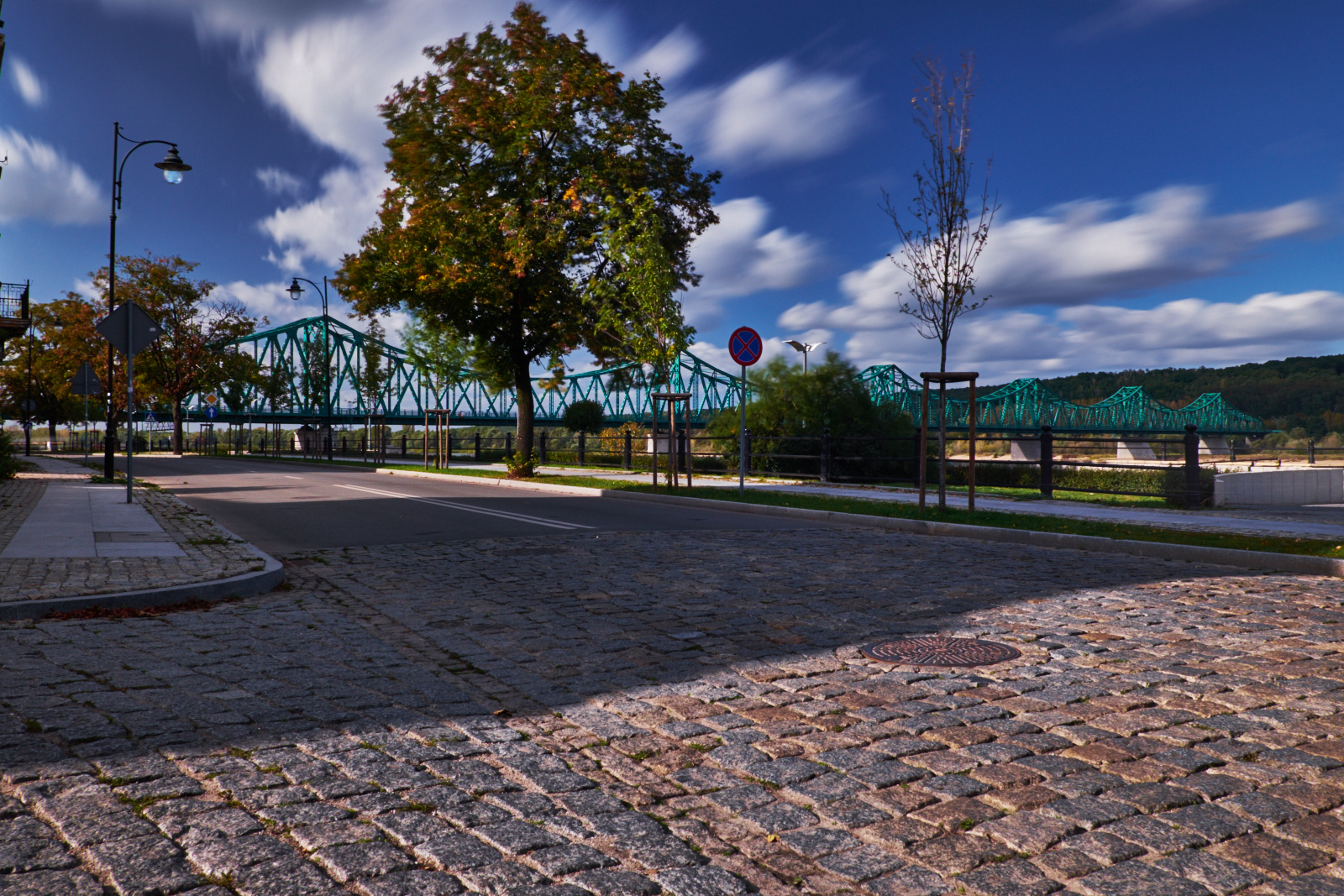
Bulváry maršala Józefa Pilsudského ve Włocławku
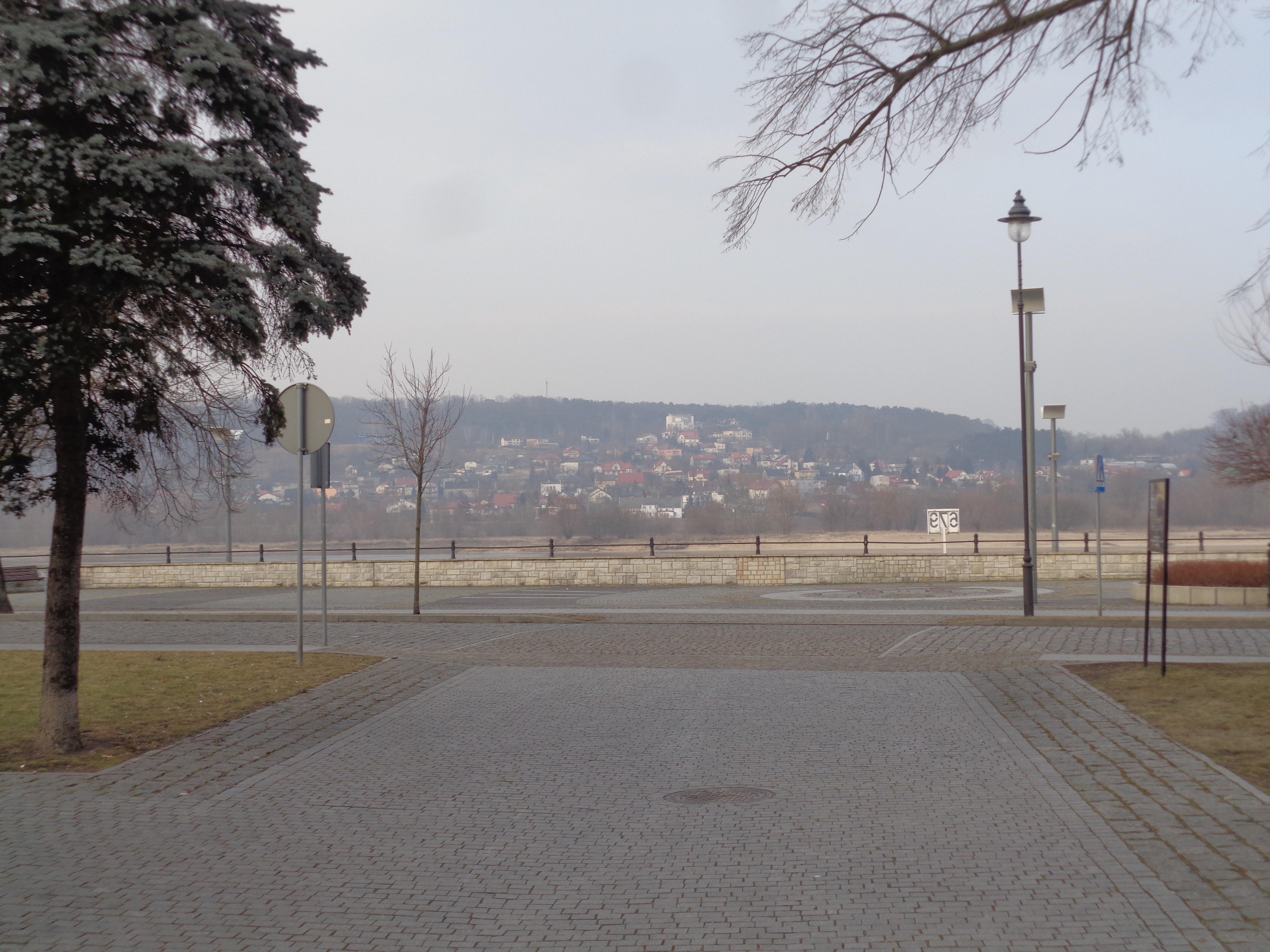
Pohled na bulváry a Zawiśl z náměstí před kostelem svatého Jana ve Włocławku
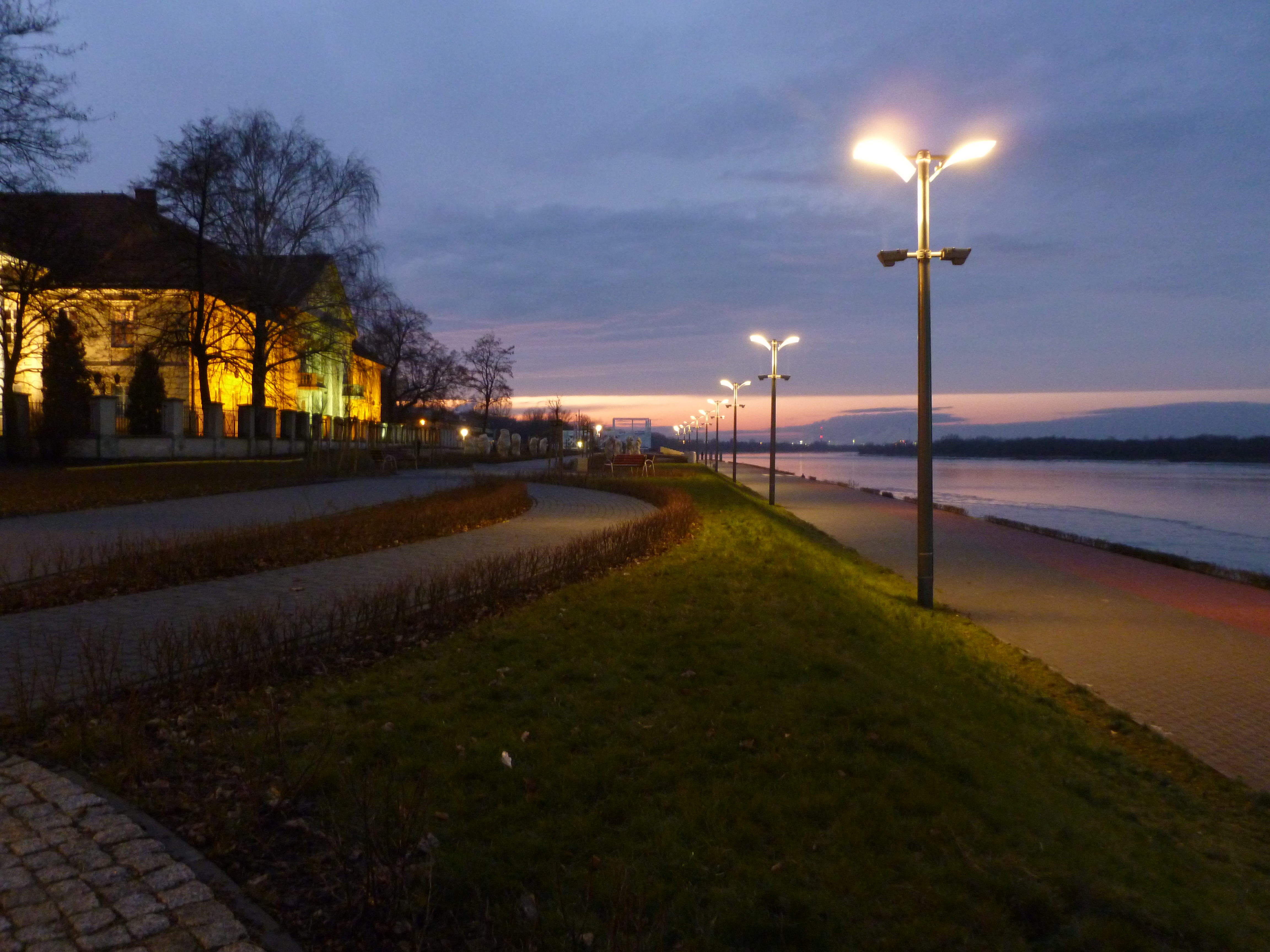
Bulváry maršala Józefa Pilsudského v noci
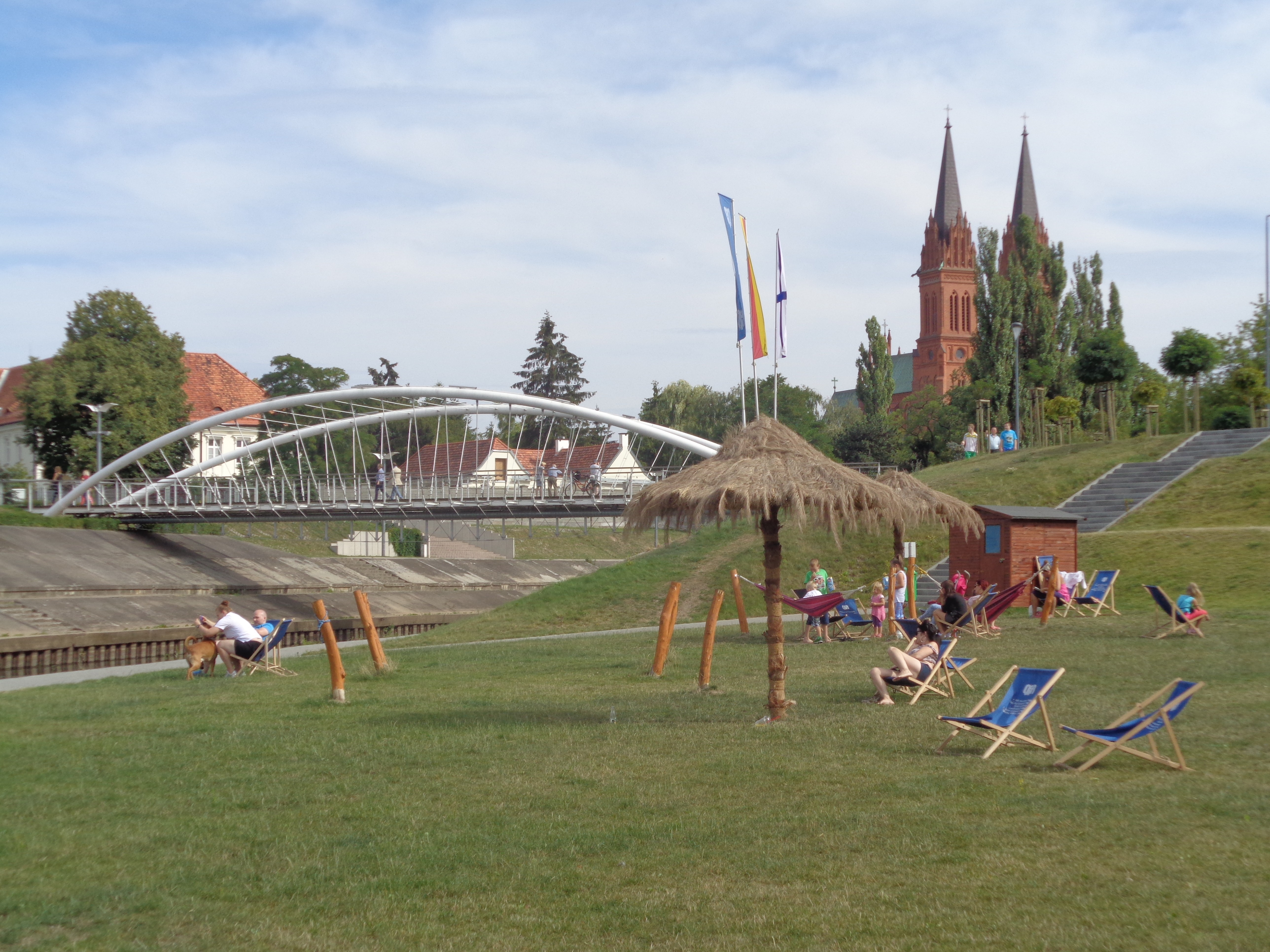
Náměstí u vodního přístavu Jerzyho Bojańczka
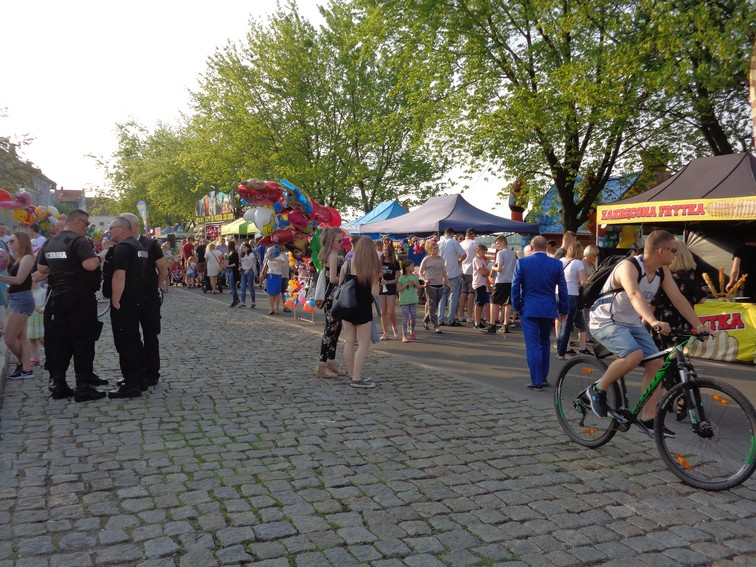
Májové oslavy na Bulvárech
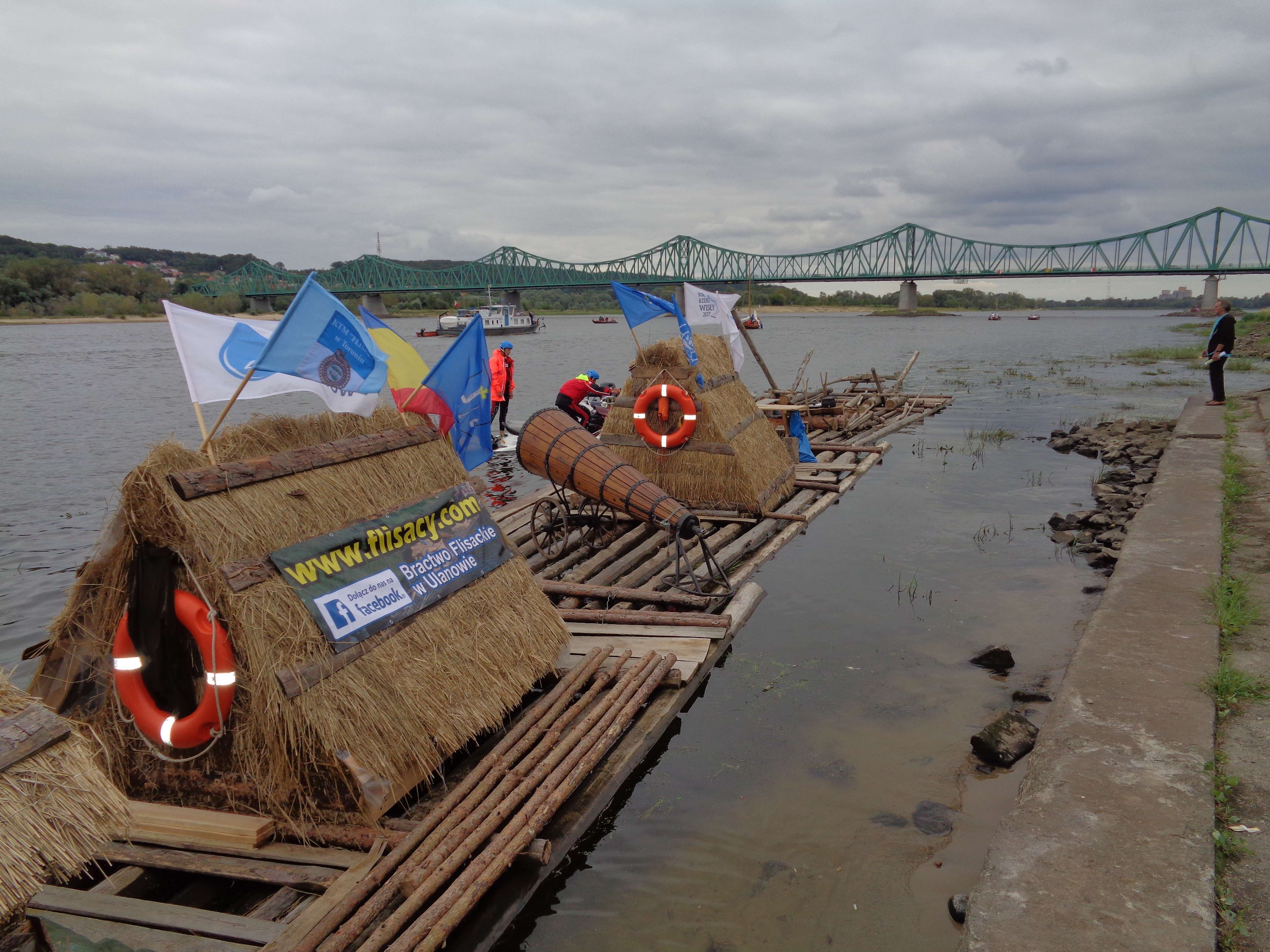
Replika raftingové lodi na Festivalu Visla ve Włocławku
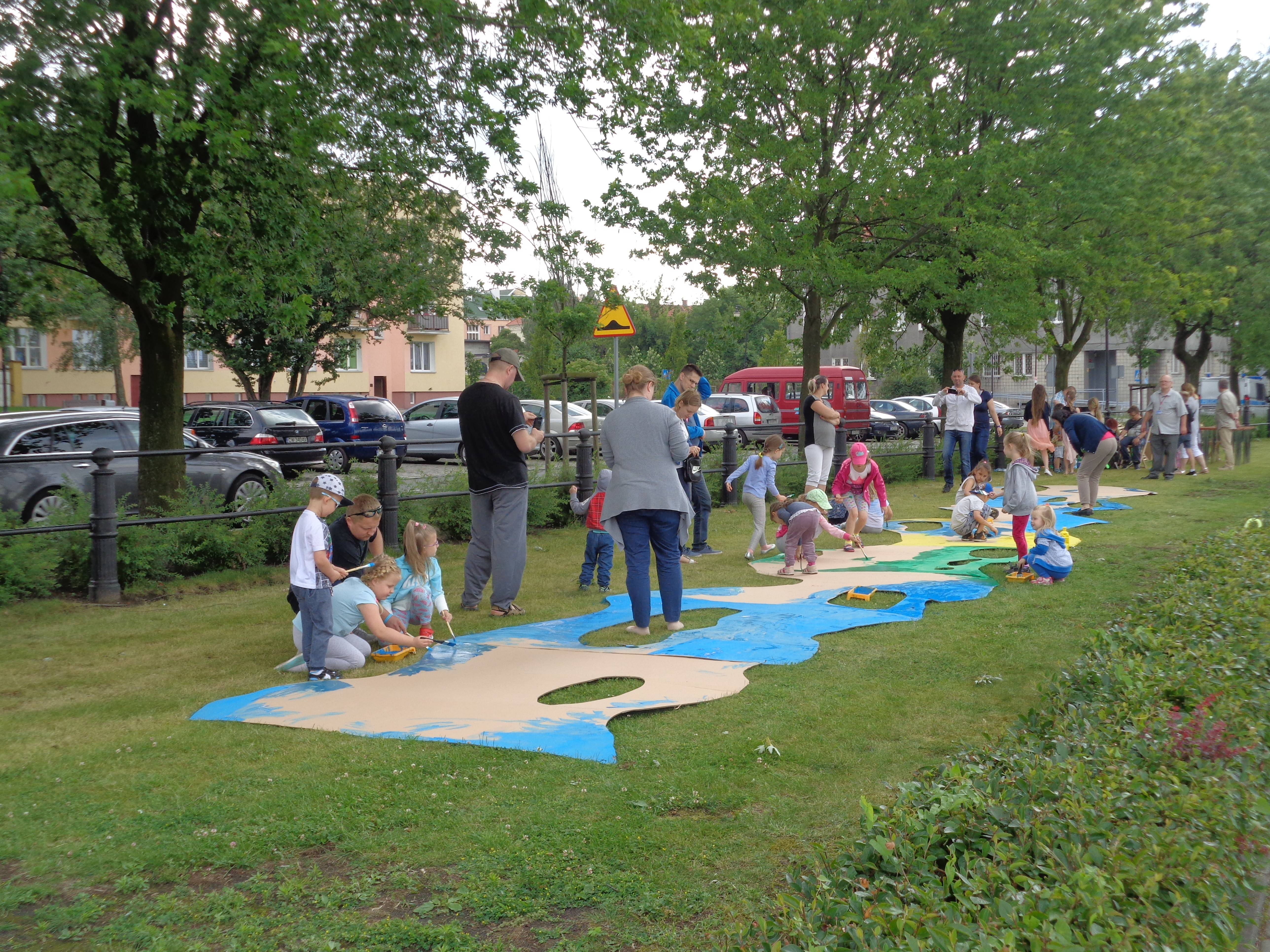
Dětské hry během „Bulváru Umění a Sportu“ (2017)
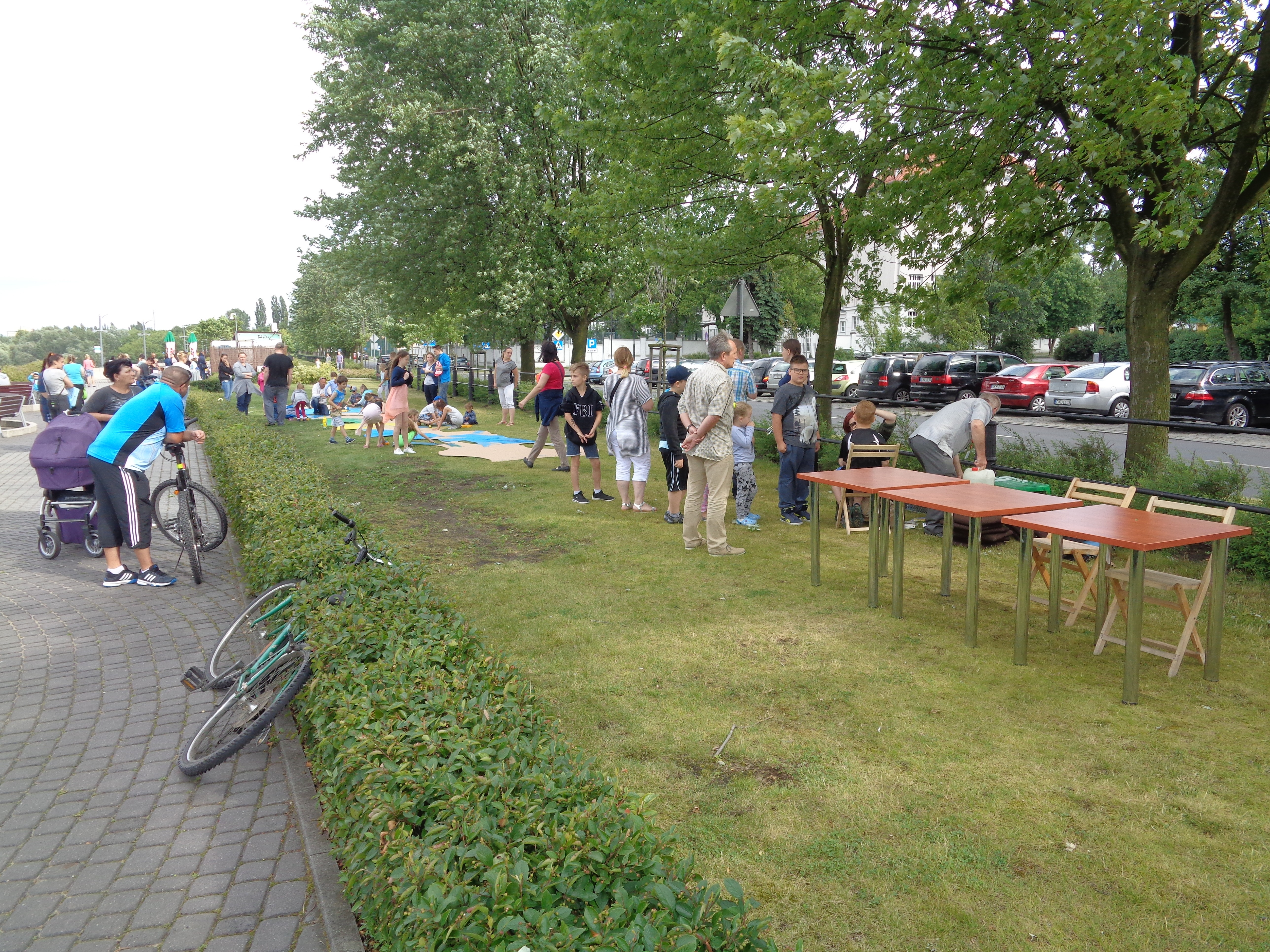
Stánky během „Bulváru Umění a Sportu“ ve Włocławku (2017)
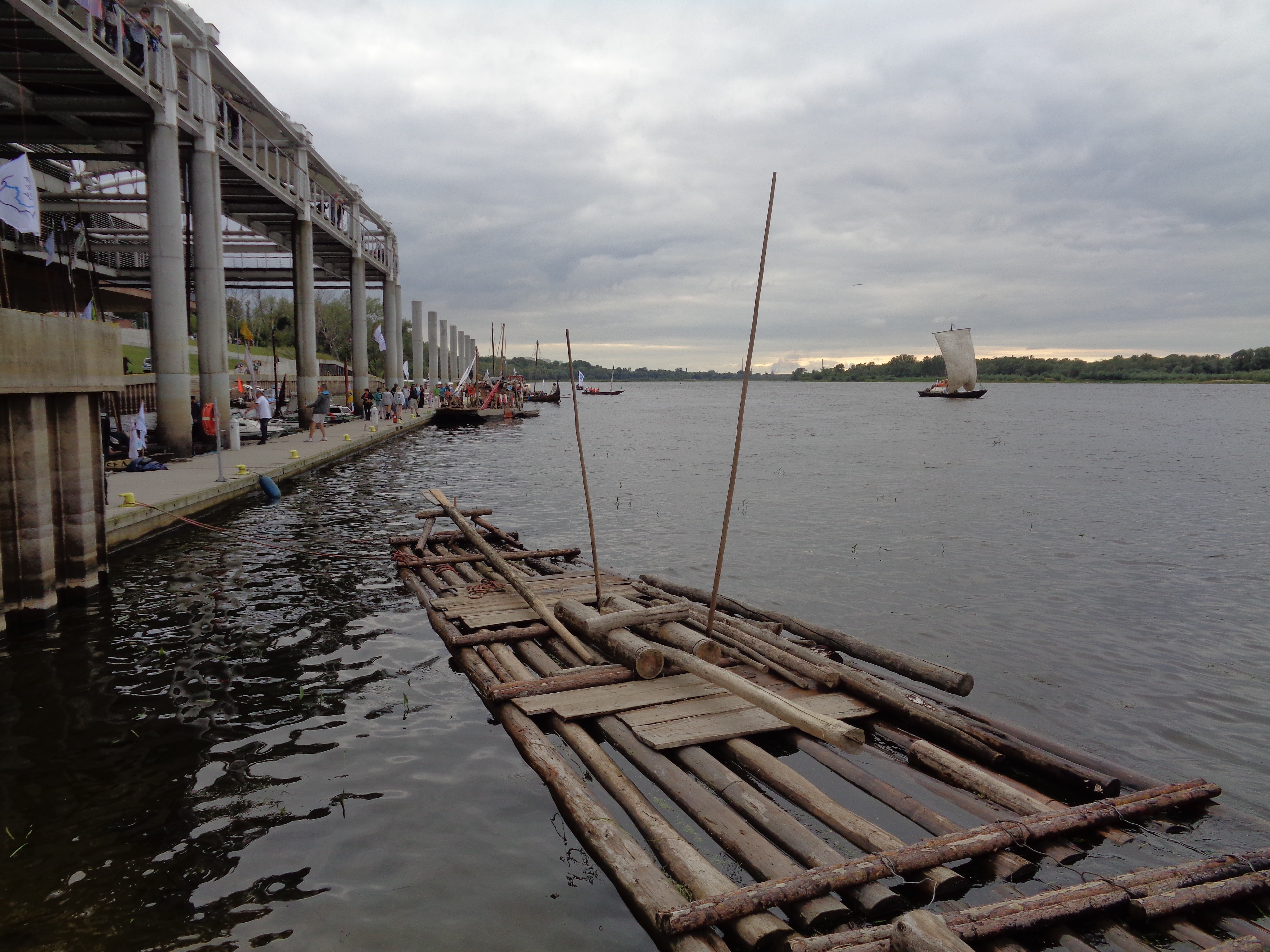
Festival Visly ve Włocławku (2017)
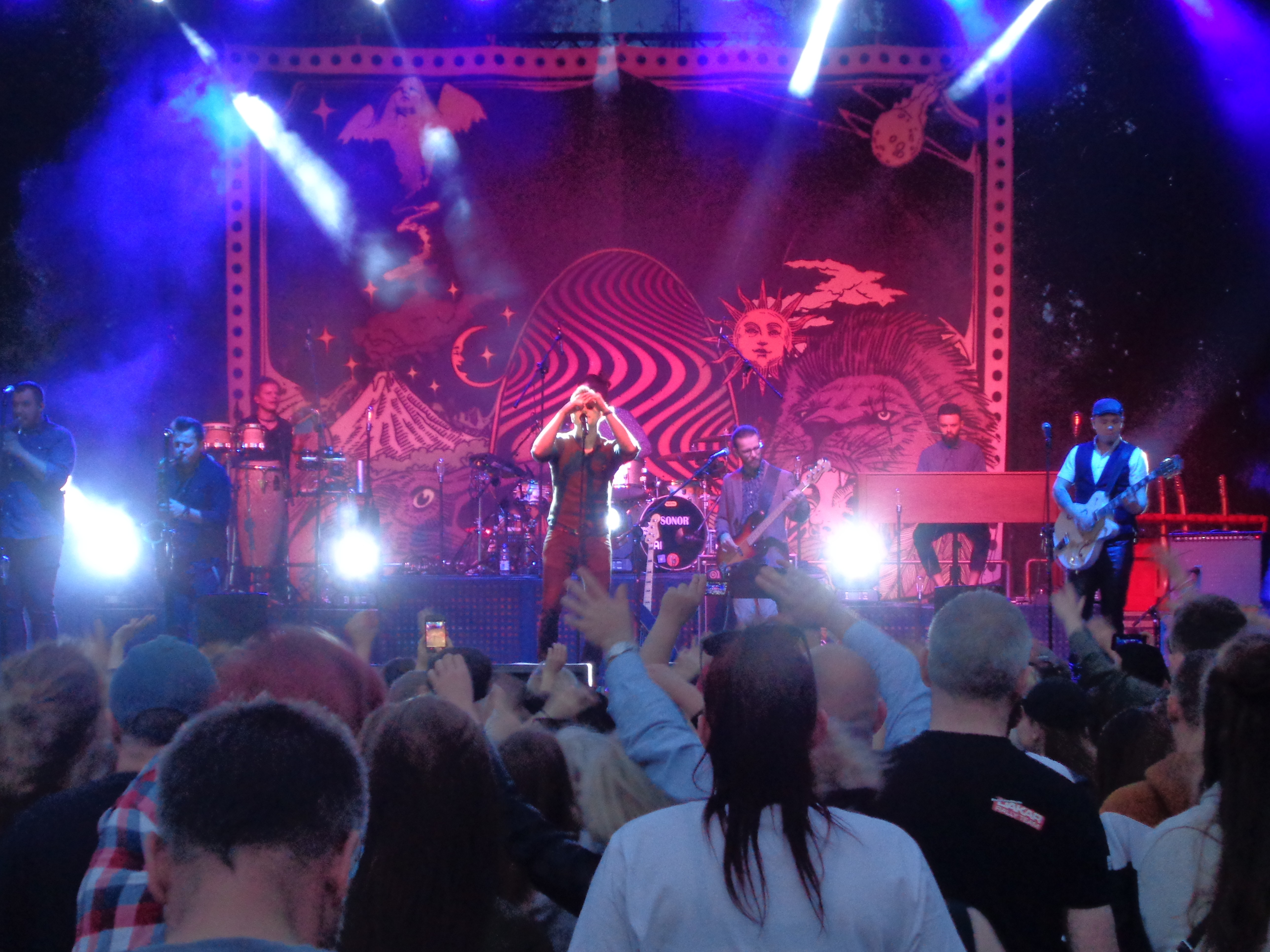
Koncert během májových oslav ve Włocławku
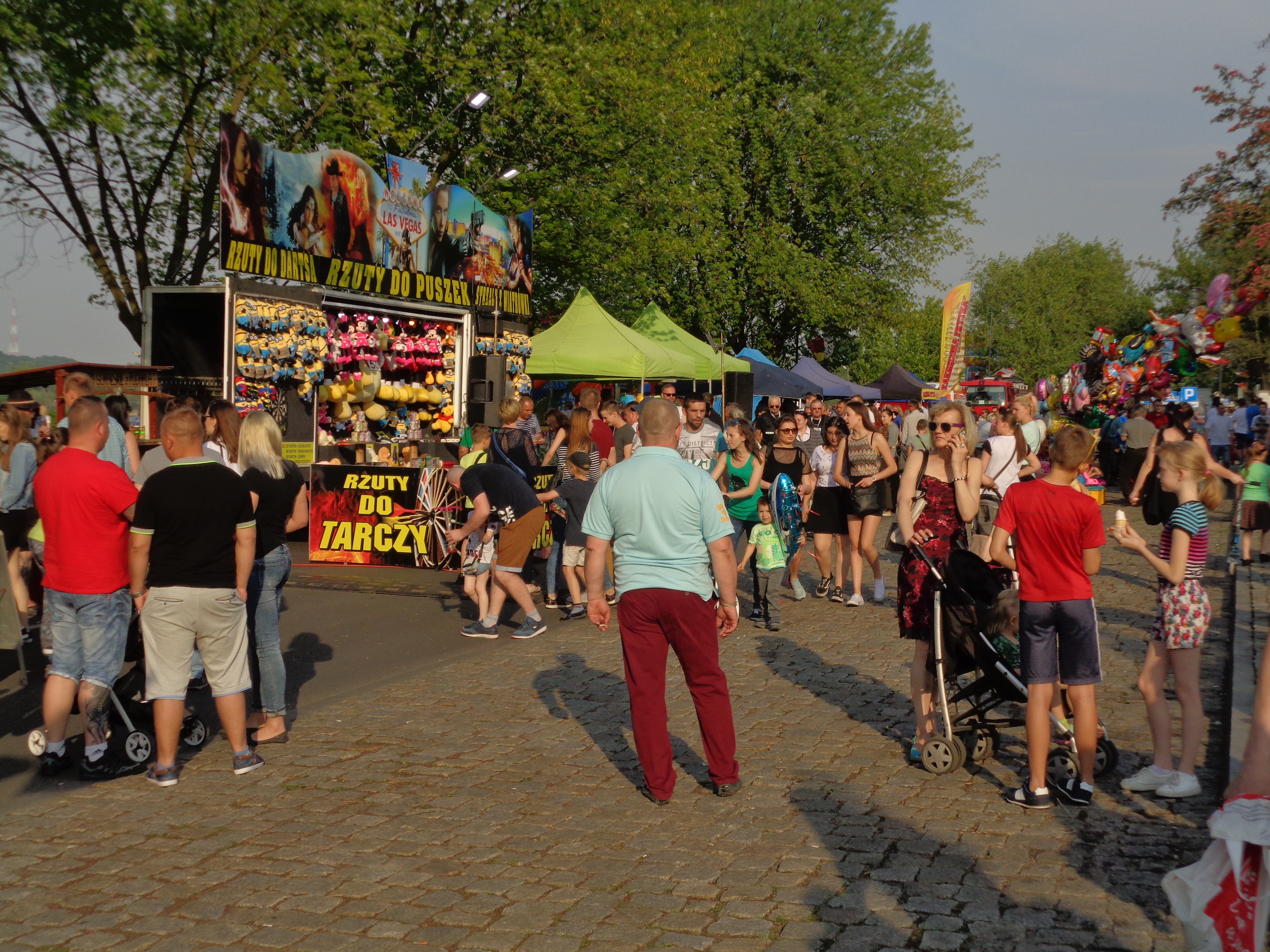
Włocławské Bulváry během májových oslav